# 西川洋一
西川 洋一（にしかわ よういち）は、日本の法制史学者。西洋法制史が専門。東京大学法学部卒業。同学部教授、第57代法学部長。東京大学名誉教授。

## 略歴
- 1977年 - 東京大学法学部卒
- 1977年 - 東京大学法学部助手
- 1980年 - 東京大学法学部助教授
- 1993年 - 東京大学大学院法学政治学研究科教授

## 著作
- 『12世紀ドイツ帝国国制に関する一試論 - フリードリヒ一世・バルバロッサの政策を中心として - (1) ～(4完）』（1981-1982）
- 『古代末期 - 中世初期における流血刑 - ガリア・ゲルマーニアを中心として - (1)、(2完)』(1987)
- 『シチリア王国勅法集成の訴訟法(1)～（3完）』)(1998)
- 『13世紀の君主立法権概念に関するノート - 教皇権を素材として(1)～(3完)』(1999)
- 『後期シュタウフェン朝のドイツにおける国王立法の発展』(2000)
- 『„Feudalismus und Staat" Zur Entstehung der Systematik der japanischen Rechtsgeschichte』(2003)
- 『„Genius des Okzidents":zur Bedeutung der deutschen Geschichtswissenschaft für das moderne Staatsdenken in Japan』(2007)
- 『法が生まれるとき -- 初期中世ヨーロッパの場合』(2008)
- 『初期中世裁判史におけるゼント裁判の位置(1),(2完)』(2009-2010)

## 近年の大学外での主要な活動・社会貢献
- 法制史学会理事
- Korrespondierendes Mitglied der Monumenta Germaniae Historica